# Lino Paolo Suppressa
Lino Paolo Suppressa (Lecce, 20 agosto 1915 – Lecce, 13 aprile 2003) è stato un pittore italiano.

## Biografia
Lino Suppressa nacque a Lecce nel 1915; mostrò presto una naturale propensione per la pittura. La sua formazioni artistica iniziò a Lecce, dove frequentò dal 1929 al 1931 l'Istituto d'arte e proseguì a Firenze, dove frequentò l'Istituto d'arte dal 1932 al 1936. Terminati gli studi, tornò nella città natia dove insegno per due anni presso l'Istituto nel quale si era formato.
Nel 1937 perse la madre e nel 1941 il fratello Paolo, morto in guerra. In sua memoria, iniziò a firmare le proprie opere anche con il suo nome. Lino Suppressa prestò anch'egli servizio militare dal 1937 al 1941 e poi, richiamato, dal 1943 al 1944.
Nel 1941-1942 suoi disegni e scritti sull'arte contemporanea furono pubblicati sulla rivista Vedetta Mediterranea.
Allievo del pittore Geremia Re, affina le proprie esperienze pittoriche conoscendo e studiando l'arte di artisti contemporanei italiani ed europei, quali Kokoschka, Modigliani, Chagall, Utrillo, Soutine, De Chirico e Matisse. In una lettera datata 1943 a Geremia Re lo ringrazia per avergli fatto conoscere le opere di questi artisti. Con la fine della guerra tornò assiduamente alla pittura, acquisendo un ruolo negli ambienti culturali cittadini collaborando alla rivista Libera Voce.
Esordisce con una personale a Lecce nel 1945; seguirono negli anni diverse esposizioni in Puglia e in Italia.
Tra gli scritti di Lino Paolo Suppressa evocativi di Lecce, si ricordano: Il professore di pittura in L'albero, 49, 1972 e Un pittore e la sua città in L'albero, 60, 1978.

## Stile pittorico
Nella pittura di Lino Paolo Suppressa si possono schematicamente individuare tre fasi.

### Espressionismo
La prima è quella che si rifà in qualche modo all'espressionismo e al cubismo e che si traduce soprattutto in disegni su carta.

### Realismo
La seconda è quella realista e comprende le opere eseguite dal 1950 al 1960.
Si tratta di una pittura figurativa evocativa della città di Lecce (anche se rifiuta ogni retorica del barocco leccese), della campagna del Salento, della famiglia e delle cose che sono famigliari al pittore, in cui però la realtà è trasfigurata nella ricerca del suo valore assoluto.

### Astrattismo
La terza che arriva al 1990 è quella astratta, articolata nell'iniziale pittura informale, nella successiva "nuova figurazione" geometrica che nella titolazione si fa memoria della storia del Salento, poi nei dipinti che si richiamano alla Pop art con l'uso di oggetti ritrovati e da ultimo nell'arte povera con l'impiego di legni raccolti dal mare.

## Esposizioni
Prese parte alla mostra L'arte nella vita del Mezzogiorno d'Italia (1953) e alla VII Quadriennale di Roma (1959-1960).
Nel 1990 la Provincia di Lecce ha allestito la mostra Lino Paolo Suppressa - Quarant'anni di pittura 1950 - 1990, con catalogo edito da Electa.

### Personali
- 1945, Disegni e dipinti, Negozio Lazzaretti, Lecce, marzo-aprile (presentazione di Vittorio Bodini)
- 1953, Dipinti e disegni, Caffè Cin-Cin, Lecce, dicembre
- 1957, Centro Comunità, Potenza, dal 13 al 22 luglio e Centro Comunità, Matera, maggio (presentazione di Laura Fabbri)
- 1958, Disegni, Galleria Circolo Cittadino, Lecce, ottobre
- 1967, Galleria d'arte, Lecce, 8-21 aprile
- 1974, Disegni, tempere e pastelli, 1945-1958, Galleria L'Osanna, Nardó, 2-18 marzo (presentazione di Donato Valli)
- 1975, Dipinti dal '45 al '60, Galleria L'Osanna, Nardó, 24 maggio - 8 giugno (presentazione di Marcello Venturoli)
- 1976, Galleria Il Diagramma, Napoli, 4-16 maggio (presentazione di Toti Carpentieri)
- 1976, Mostre di terrecotte dipinte, Galleria L'Osanna Mare, Santa Caterina, 24 luglio - 6 agosto
- 1977, La Racla, Catania, 17-28 febbraio (presentazione di Ilderosa Petrucci Laudisa)
- 1982, Suppressa obras del '43 al '60, Sala Ocre, Caracas, Venezuela
- 1990, Lino Paolo Suppressa: quarant'anni di pittura 1950-1990, Museo Provinciale, Lecce, 21 aprile - 13 maggio

### Collettive
- 1946, Mostra d'arte contemporanea, Fondo Matteotti, Milano, 3 novembre - 15 dicembre
- 1946, Mostra d'Arte Salentina, Galleria Il Sedile, Lecce, 15 - 22 ottobre
- 1949, Premio Umanitá, Palazzo Reale, Milano
- 1949, Re, Suppressa, Caló, Teatro Ariston, Lecce, 18 dicembre - 6 gennaio 1950
- 1950, Premio Taranto, Circolo di Cultura, Taranto, 6 febbraio
- 1951, Terzo Premio Nazionale di pittura Golfo della Spezia, La Spezia, 22 luglio - 23 settembre
- 1951, Maggio di Bari, Bari, 7-31 maggio
- 1951, Mostra Nazionale di Pittura, Galleria Taras, Taranto, gennaio
- 1953, Mostra dell'Arte nella vita del Mezzogiorno d'Italia, Roma, marzo - maggio
- 1954, Esposizione d'Arte Internazionale, Galleria Cairola, Roma, 28 gennaio - 8 febbraio
- 1954, Esposizione d'Arte Internazionale, Galleria della Torre, Bergamo, 11 - 20 settembre
- 1954, Mostra di Pittura Realista, Università Popolare, Pistoia, 24 ottobre - 14 novembre
- 1954, Mostra Artisti Salentini Contemporanei, Castello Svevo, Bari, 11-24 dicembre
- 1955, Galleria d'Arte La Mansarda, Piazza Santa Caterina a Chiaia, Napoli, 20 febbraio - 3 marzo
- 1955, Esposizione d'Arte Internazionale, Bottega d'Arte, Chieti
- 1955, La pittura nel piccolo formato, Galleria d'Arte La Fontanella, Roma, 25 aprile - 4 maggio
- 1955, Rassegna di pittura, Grosseto, gennaio - febbraio
- 1956, Mostra di pittura e scultura salentina, Il Sedile, Lecce, 31 dicembre - 25 gennaio
- 1957, Mostra di pittori e scultori salentini, Il Sedile, Lecce, 31 dicembre - 15 gennaio
- 1957, Mostra d'Arte Figurativa, Gallipoli, 14 - 24 settembre
- 1958, Arti figurative di artisti pugliesi operanti in Puglia, Galleria Taras, Taranto, 4-19 gennaio
- 1959, Mostra nazionale di pittura, Premio Porto di Napoli, Napoli
- 1960, VIII Quadriennale Nazionale di Roma, Roma
- 1961, I Mostra Nazionale di Pittura Contemporanea, Premio Città di Marsala, Marsala
- 1961, Biennale per la Pittura Contemporanea, Palazzo del Turismo, Repubblica di San Marino, 10 agosto - 30 settembre
- 1961, Mostra Nazionale di pittura, Premio Ezi, Palermo
- 1961, Mostra Nazionale di Pittura Contemporanea, Palazzo Chiurlia, Bari, 27 maggio - 10 giugno
- 1962, Premio Sicilia Industria, Palermo
- 1962, Mostra Nazionale del piccolo formato, Galleria d'Arte La Vernice, Bari, 1-22 dicembre
- 1963, 12 pittori pugliesi, Biennale d'Arte, Galleria Brera, Milano
- 1963, VIII Premio Termoli, Castello Svevo - Palazzo del Comune, Termoli, agosto
- 1963, I Biennale Nazionale di arte contemporanea, Bari, ottobre - novembre
- 1964, II Mostra Regionale, Castello Svevo, Bari, 31 maggio - 18 giugno
- 1965, Mostra di artisti pugliesi, Galleria Piemonte artistico-culturale, Torino, 23 ottobre - 10 novembre
- 1965, Selezioni artisti di Puglia, Galleria Numero di Fiamma Vigo, Firenze, 12-25 giugno
- 1965, Selezioni artisti di Puglia, Promotrice "Salvator Rosa", Napoli, 23 maggio - 6 giugno
- 1967, Premio Nazionale del piccolo formato, Sciacca, gennaio
- 1967, II Rassegna d'Arte del Mezzogiorno, Palazzo Reale, Napoli, 20 febbraio - 10 marzo
- 1968, Rassegna d'Arte Contemporanea, Jolly Hotel, Lecce, 15-22 dicembre
- 1969, Artisti Contemporanei, Galleria Gioacchino Toma, Galatina, 15-25 novembre
- 1969, Rassegna di Pittura Italiana, Galleria d'Arte Moderna, Brindisi, 28 ottobre - 8 novembre
- 1970, I Rassegna di pittori pugliesi, Galleria Arte Spazio, Bari, 26 settembre - 31 ottobre
- 1970, Mostra d'Arte Contemporanea, Galleria L'Elicona, Lecce, dicembre
- 1972, Rassegna pugliese di pittura, Galatina, giugno
- 1973, Rassegna di pittori pugliesi, Galleria L'Osanna, Nardó, 10-25 maggio
- 1974, II Biennale Internazionale d'Arte Sacra di Pittura e Scultura, Circolo Artistico Padre Pio, Convento Cappuccini, San Giovanni Rotondo, 25 maggio - 23 settembre
- 1978, Maestri Italiani del '900, Centro Culturale Arte 33, Avellino, febbraio

## Opere in musei e collezioni
Opere di Suppressa sono conservate al Museo Castromediano di Lecce e nella collezione d'arte della Regione Puglia